# دریاچه سانگیین دالای
دریاچه سانگیین دالای (به لاتین: Sangiin Dalai Lake) یک دریاچه در مغولستان است که در استان خووسگول واقع شده‌است.